# Вильфранш-де-Пана
Вильфра́нш-де-Пана́ (фр. Villefranche-de-Panat, окс. Vilafranca) — коммуна во Франции, находится в регионе Окситания. Департамент — Аверон. Входит в состав кантона Саль-Кюран. Округ коммуны — Мийо.
Код INSEE коммуны — 12299.
Коммуна расположена приблизительно в 530 км к югу от Парижа, в 115 км северо-восточнее Тулузы, в 31 км к югу от Родеза.

## Население
Население коммуны на 2008 год составляло 778 человек.
| 1962 | 1968 | 1975 | 1982 | 1990 | 1999 | 2008 |
| ---- | ---- | ---- | ---- | ---- | ---- | ---- |
| 772  | 804  | 775  | 908  | 711  | 762  | 778  |

## Экономика
В 2007 году среди 442 человек в трудоспособном возрасте (15—64 лет) 314 были экономически активными, 128 — неактивными (показатель активности — 71,0 %, в 1999 году было 70,0 %). Из 314 активных работали 295 человек (158 мужчин и 137 женщин), безработных было 19 (4 мужчины и 15 женщин). Среди 128 неактивных 32 человека были учениками или студентами, 61 — пенсионерами, 35 были неактивными по другим причинам.

## Фотогалерея

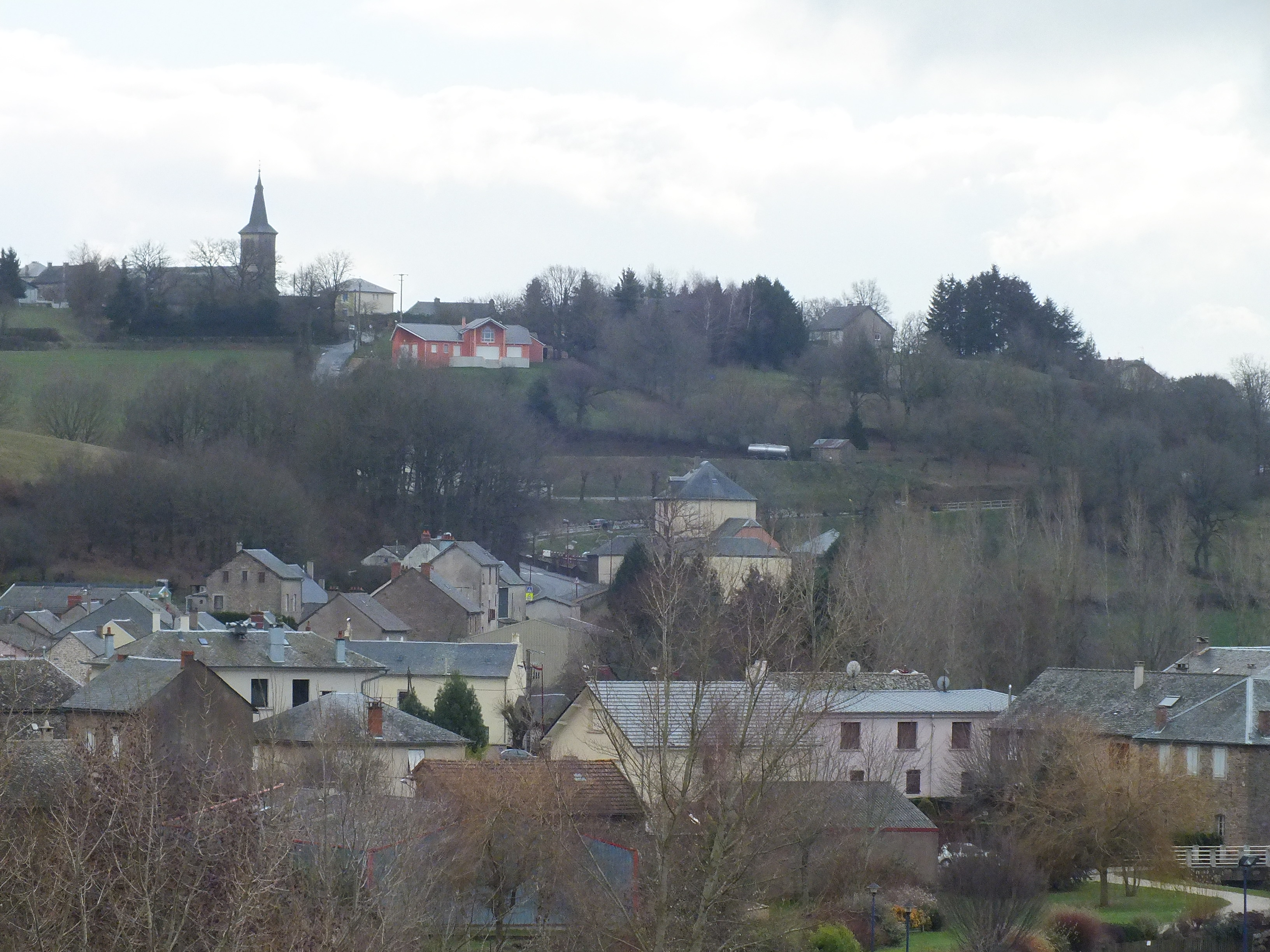
Вильфранш-де-Пана
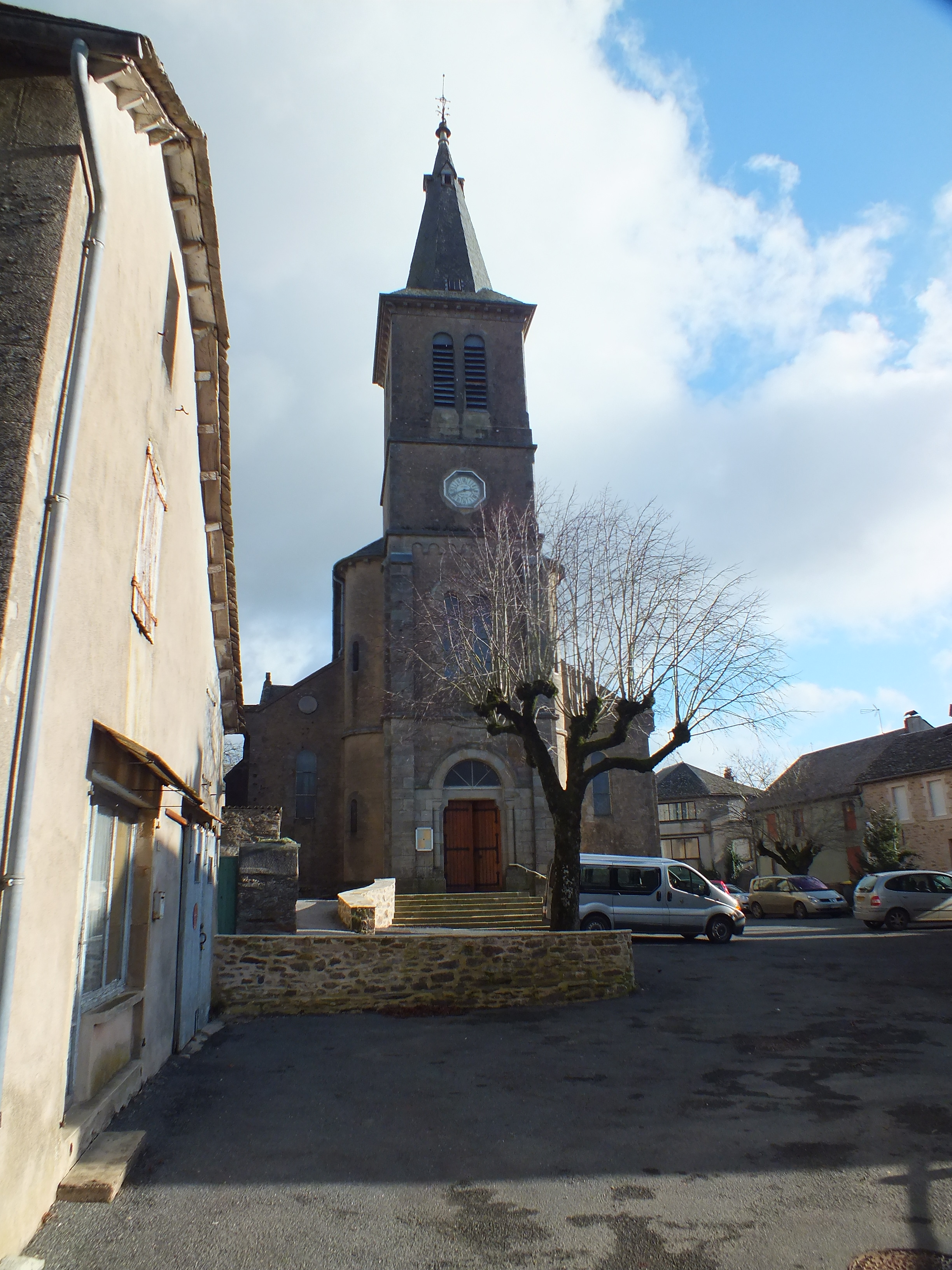
Церковь
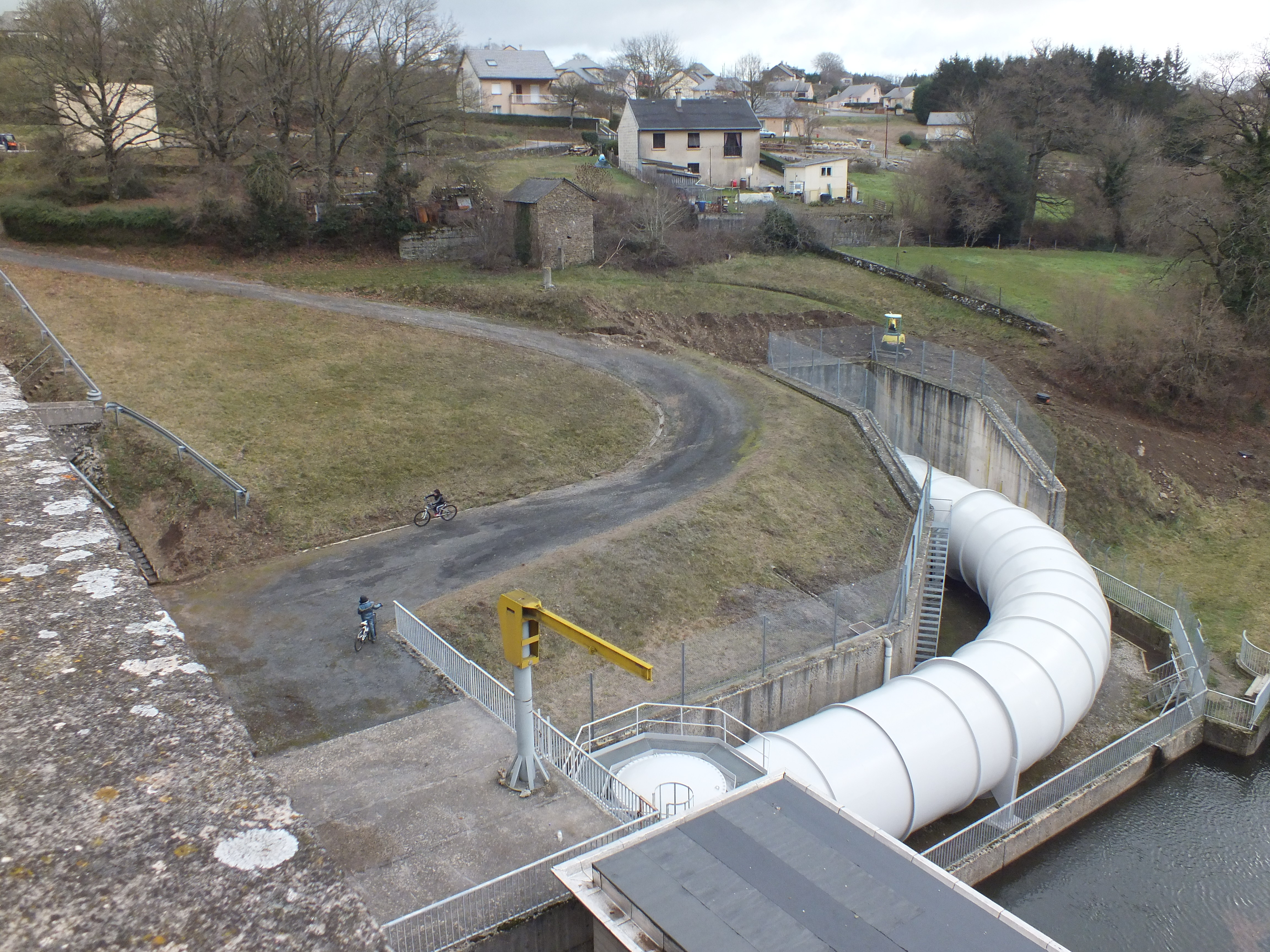
Плотина
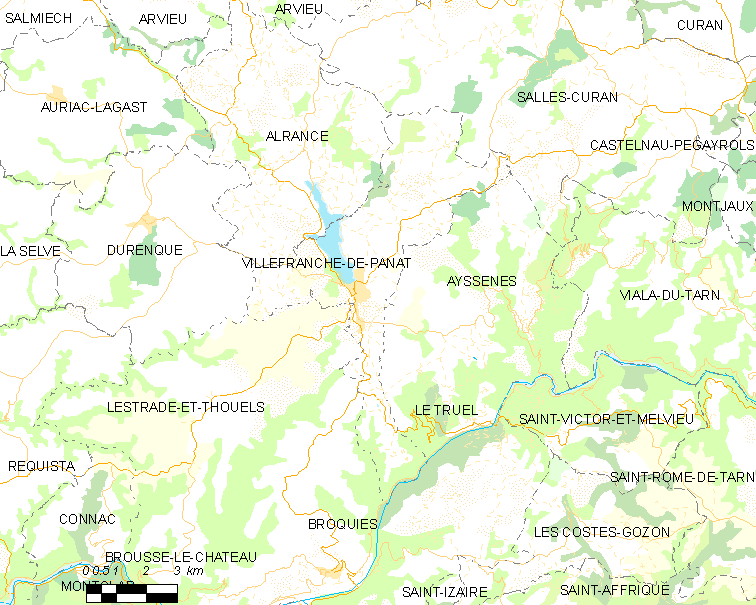
Карта коммуны